# Finanzprodukt
Unter Finanzprodukt (auch Finanzanlage, Finanzinstrument oder Anlageprodukt) versteht man im Finanzwesen Produkte, die einem Anleger als Geld- oder Kapitalanlage (Investition) oder einem Spekulanten zur Spekulation dienen.

## Etymologie
Der Betriebswirt Erich Gutenberg lehnte die Anwendung des Produktionsbegriffs auf Dienstleistungen ab, wodurch sich bis 1969 die Lehrmeinung verfestigte, dass Sachgüter produziert und Dienstleistungen „bereitgestellt“ würden. Es ist anzunehmen, dass er hiermit sein Erkenntnisobjekt eingrenzen, nicht aber bewusst den Herstellungsprozess von Dienstleistungen verneinen wollte. Nassau William Senior sprach bereits 1854 davon, dass Produkte in Dienstleistungen und Waren unterteilt werden (englisch „products are devided into Services and Commodities“). Die bankbetriebliche Fachliteratur übertrug ersichtlich erstmals 1969 produktionswirtschaftliche Erkenntnisse auf den Bankbetrieb und sprach fortan von Bankproduktion und ihrem Ergebnis, den Bankprodukten. Insbesondere im Passivgeschäft der Kreditinstitute setzte sich in der Folge zunehmend der Begriff Finanzprodukte durch.

## Allgemeines
Ein Finanzprodukt beinhaltet die zentralen Elemente Zins/Gewinn/Ertrag, Laufzeit und Währung, die zunächst isoliert und anschließend so zusammengefügt werden, dass ein Finanzprodukt entsteht, welches bestimmte Leistungsmerkmale bündelt. Finanzprodukte besitzen – in unterschiedlicher Gewichtung – die finanzwirtschaftlichen Funktionen der Liquiditätssicherung, Vermögensbildung und Risikoabsicherung. Deren Gewichtung in einem Finanzprodukt hängt von den Liquiditäts-, Ertrags- und Risikovorstellungen des Anlegers ab. Diese Risikovorstellungen kommen in Risikoklassen zum Ausdruck.
Als Finanzprodukte kommen sämtliche Anlageformen bei Kreditinstituten, Versicherungen, Bausparkassen, Kreditkartenunternehmen, Kapitalanlagegesellschaften, Leasing- oder Factoringgesellschaften oder auch Schattenbanken in Frage. Noch 1985 hielten es Autoren für irreführend, den Versicherungsschutz als ein Produkt zu betrachten, doch ist es heute üblich, Versicherungen als Finanzprodukte zu bezeichnen. Als Anleger kommen Verbraucher, Unternehmen (insbesondere auch Kreditinstitute), institutionelle Anleger sowie juristische Personen des öffentlichen Rechts in Frage.
Ein Finanzprodukt umfasst als rechtlich bindendes Zahlungsversprechen neben der Spezifikation von Zahlungen über einen bestimmten Zeitraum hinweg weitere Rechte und Pflichten zur Sicherung dieser Zahlungen. Vertragsgegenstand ist der Austausch gegenwärtiger oder künftiger Liquidität. Finanzprodukte sind ein Nominalgut, das Verbraucher, Unternehmen oder juristische Personen des öffentlichen Rechts von einem Finanzintermediär erwerben. Ein perfektes Finanzprodukt, das die Bedürfnisse aller Anleger gleichermaßen erfüllt, gibt es nicht. Die Erwartungen der einzelnen Investoren an die Eigenschaften eines Anlageproduktes im Hinblick auf Liquidität, Laufzeit oder Risiko sind zu unterschiedlich. Finanzprodukte eignen sich – in unterschiedlichem Ausmaß – zu Arbitrage, Spekulation oder Hedging.

## Rechtsfragen

### Deutschland
Finanzprodukt ist ein Rechtsbegriff, für den es jedoch keine Legaldefinition gibt. Einer Bundestagsdrucksache vom September 2015 zufolge sind unter Finanzprodukten Anlagemöglichkeiten zur Geldanlage zu verstehen. Hiervon zu unterscheiden sind die Finanzdienstleistungen. Der letztgenannte Begriff erfasst, über Finanzprodukte hinaus, von Kreditinstituten erbrachte Bankgeschäfte im Sinne des § 1 Abs. 1a KWG, beschränkt sich jedoch nicht hierauf. Er erfasst auch Leistungen von Versicherungen (etwa Versicherungspolice).
In § 492a Abs. 1 BGB wird das Finanzprodukt zum Rechtsbegriff erhoben. Diese Rechtsnorm verbietet auf den Immobiliar-Verbraucherdarlehensvertrag bezogene Kopplungsgeschäfte. Ein Kopplungsgeschäft liegt vor, wenn der Immobiliar-Verbraucherdarlehensvertrag ausschließlich in einem Paket gemeinsam mit einem anderen gesonderten Finanzprodukt oder einer Finanzdienstleistung abgeschlossen werden kann und nicht separat. Finanzprodukte sind als Rechtsbegriff alle „Produkte, die eine Geldanlage ermöglichen“. In § 504a BGB haben Kreditinstitute bei Kontoüberziehungen unter bestimmten Voraussetzungen ein kostengünstigeres Finanzprodukt anzubieten.

### EU-Recht
Im EU-Recht ist sowohl von Finanzdienstleistungen als auch Finanzprodukten die Rede. „‚Finanzdienstleistung‘ [ist] jede Bankdienstleistung sowie jede Dienstleistung im Zusammenhang mit einer Kreditgewährung, Versicherung, Altersversorgung von Einzelpersonen, Geldanlage oder Zahlung“. Die Finanzkrise ab 2007 hat verdeutlicht, dass Kleinanleger und nicht-professionelle Anleger häufig kein ausreichendes Verständnis für die Komplexität der Finanzprodukte besaßen, in die sie investiert haben. Kleinanleger sollten die für sie notwendigen Informationen erhalten, um eine fundierte Anlageentscheidung treffen und unterschiedliche Finanzprodukte vergleichen zu können. Dazu schreibt Art. 5 Abs. 1 Verordnung (EU) Nr. 1286/2014 vom 26. November 2014 („PRIIP-Verordnung“) vor, dass für die meisten Finanzprodukte ein Basisinformationsblatt bereitzuhalten ist. Es muss präzise, redlich und klar sein, darf nicht irreführend sein und höchstens 3 Seiten im DIN-A4-Format umfassen (Art. 6 PRIIP-Verordnung). Hinter der sperrigen Abkürzung PRIIP (englisch Packaged Retail and Insurance-based Investment Products) verbergen sich Anlagen in verpackter Form, die einem Anlagerisiko unterliegen. Dazu gehören im Wesentlichen
- strukturierte Finanzprodukte: etwa Optionsscheine, die in Versicherungen, Wertpapiere oder Bankprodukte verpackt sind,
- Finanzprodukte, deren Wert sich von Referenzwerten wie Aktien oder Wechselkursen ableitet (Derivate),
- geschlossene und offene Investmentfonds,
- Versicherungsprodukte mit Anlagecharakter, wie zum Beispiel Versicherungsanlageprodukte oder kapitalbildende und fondsgebundene Lebensversicherungen und Hybrid-Produkte, sowie
- Instrumente, die von Zweckgesellschaften oder Verbriefungszweckgesellschaften ausgegeben werden.

Der Anwendungsbereich ist bewusst weit gefasst, um der Heterogenität der Finanzprodukte in den EU-Mitgliedstaaten gerecht zu werden. Dies verhindert, dass Anbieter die Verordnung umgehen, indem sie etwa eine bestimmte Rechtsform, Bezeichnung oder Zweckbestimmung für das Finanzprodukt wählen.
Auch die von Wertpapierdienstleistungsunternehmen nach einer Anlageberatung auszustellende Geeignetheitserklärung gemäß § 64 Abs. 4 WpHG muss über die Finanzrisiken aus einem Finanzprodukt aufklären.

## Arten
Die Art der Finanzprodukte lässt sich nach ihrem (typischen) Anbieter wie folgt einteilen:
| Emittent                                         | Produktgruppe                        | Produkte |
| ------------------------------------------------ | ------------------------------------ | --- |
| Kreditinstitute/Bausparkassen                    | Sichteinlagen                        | auf Girokonten oder auf Tagesgeldkonten, Bausparguthaben |
|                                                  | Termingelder                         | Festgelder, Kündigungsgelder |
|                                                  | Spareinlagen                         | Banksparplan, Prämiensparen |
|                                                  | Bankschuldverschreibungen            | Spar(kassen)briefe |
|                                                  | Pfandbriefe                          | Hypothekenpfandbriefe, Kommunalobligationen, Schiffspfandbriefe |
|                                                  | Derivate                             | Swaps: Asset-Swaps, Credit Default Swaps, Devisenswaps, Equity Swaps, Swaptions, Währungsswaps, Zinsswaps Optionen: Aktienoptionen, Zinsoptionen: Caps, Floors, Collars Devisenoptionen, Optionen auf Commodities, Exotische Optionen: Digitale Optionen, Barriere-Optionen, Swaptions   |
| Investmentfonds                                  | Investmentzertifikate                | offene Investmentfonds: Aktienfonds, Geldmarktfonds, Rentenfonds, Mischfonds geschlossene Investmentfonds: Ethikfonds, Filmfonds, Hedgefonds, Immobilienfonds, Infrastrukturfonds, Medienfonds, Private-Equity-Fonds, Schiffsfonds, Waldfonds alternative Investmentfonds Fondssparpläne |
| Versicherungen mit Anlagecharakter               | Versicherungsanlageprodukte          | Kapitallebensversicherungen, fondsgebundene Lebensversicherungen, Katastrophenanleihen, Kapitalisierungsgeschäfte, Hybrid-Produkte |
| Nichtbank-Unternehmen                            | Aktien                               | Stammaktien, Vorzugsaktien |
|                                                  | Aktienanleihen, Unternehmensanleihen | Wandelanleihen, Genussscheine, Wagniskapital, Partiarische Darlehen, alternative Investments |
| Staaten und untergeordnete Gebietskörperschaften | Staatsanleihen, Staatsfonds          | Bundeswertpapiere |
|                                                  | Kommunalanleihen                     | von Kommunen |
|                                                  | Landesanleihen                       | von Ländern |
|                                                  | Bürgerkredite                        | von Kommunen oder Kommunalunternehmen |
| Zweckgesellschaften Conduits                     | Verbriefungen                        | Collateralized Bond Obligations, Collateralized Debt Obligations, Collateralized Loan Obligations, Collateralized Mortgage Obligations besicherte Geldmarktpapiere |
| Rohstoffhandel                                   | Rohstoffe                            | Commodities: Agrarprodukte, Metalle, Energie |
| Immobilienmarkt                                  | Immobilien                           | Gewerbeimmobilien, Wohnimmobilien |
| Edelmetallhandel                                 | Edelmetalle                          | Anlagegold (Goldbarren, Goldmünzen), Silber (Silberbarren, Silbermünzen), Platin (Platinbarren, Platinmünzen), Palladium (Palladiumbarren, Palladiummünzen) |

Emittent ist das Unternehmen, das ein Finanzprodukt auf dem Bankenmarkt oder Gütermarkt aus Eigenfertigung anbietet. Die meisten Finanzprodukte sind nicht lagerfähig und werden mit Hilfe des externen Produktionsfaktors zum Zeitpunkt der Nachfrage produziert und vermarktet. Sie sind nicht (mehr) gegenständlich vorhanden, sondern existieren als Buchgeld oder Buchwerte. Die einzigen gegenständlichen Finanzprodukte sind Commodities, Immobilien und Edelmetalle, wobei letztere auch nicht-physisch auf Metallkonten verbucht werden können.
Die meisten Finanzprodukte bieten Kreditinstitute an, wobei Finanzinnovationen ständig zu neuen Produkten oder Modifizierungen bisheriger Produkte führen. Weitere Anbieter sind Versicherungsunternehmen sowie der Staat und seine Untergliederungen; Edelmetalle können über Kreditinstitute oder den Fachhandel und Immobilien auf dem Immobilienmarkt erworben werden.
Eine besondere Art stellen die strukturierten Finanzprodukte dar. Ein Finanzprodukt wird zu einem strukturierten Finanzprodukt, wenn es mit einem Derivat kombiniert wird. Es handelt sich bei strukturierten Finanzprodukten gemäß Art. 2 Abs. 1 Nr. 28 der Verordnung (EU) Nr. 600/2014 des Europäischen Parlaments und des Rates vom 15. Mai 2014 über Märkte für Finanzinstrumente um „Wertpapiere, die zur Besicherung und Übertragung des mit einem Pool an finanziellen Vermögenswerten einhergehenden Kreditrisikos geschaffen wurden und die den Wertpapierinhaber zum Empfang regelmäßiger Zahlungen berechtigen, die vom Cashflow der Basiswerte abhängen.“
Unterteilt man die Finanzprodukte nach bestimmten Anlagezielen, so kann wie folgt unterschieden werden:
- Ethische Geldanlage: Verantwortung, aber auch die Überzeugung, solche Anlagen seien langfristig erfolgreicher;
- Diversifikation: Verbesserung der Sicherheit durch Streuung (siehe Risikodiversifizierung);
- Risikoklasse: hohe Rendite, aber gleichzeitig hohes Risiko gegenüber hoher Sicherheit aber niedriger Rendite;
- Value Investing: Strategie, die mittlere Rendite mit hoher Sicherheit anstrebt.

## Risiko
Ein Gesamtrisikoindikator soll dem Anleger Auskunft über drei wesentliche Anlagerisiken geben:
- Marktrisiko: die Entwicklung des Kurswerts eines Finanzprodukts in der Zukunft,
- Bonitätsrisiko: das Ausfallrisiko des Finanzprodukt-Emittenten und
- Liquiditätsrisiko: das Risiko, dass ein Finanzprodukt nicht mehr handelbar und somit auch nicht mehr einlösbar ist.

Jedes einzelne Risiko kann zu einem Totalverlust des eingesetzten Kapitals führen. Diese Anlagerisiken können auch kumuliert auftreten und sich gegenseitig verstärken. Auf einer Skala von 1 bis 7 (1 = niedriges Risiko, 4 = mittleres Risiko, 7 = höchstes Risiko) schlägt die Bundesanstalt für Finanzdienstleistungsaufsicht (BaFin) eine einfache Abstufung dieser 3 Anlagerisiken vor. Kreditinstitute arbeiten mit abgestuften Anlageklassen. Werden Finanzprodukte über eine Anlageberatung bei Kreditinstituten oder Finanzdienstleistungsinstituten gekauft oder verkauft oder eine Halteempfehlung ausgesprochen, ist gemäß § 64 Abs. 4 WpHG dem Anleger eine schriftliche Geeignetheitserklärung vor Abgabe der Wertpapierorder zur Verfügung zu stellen, die sämtliche Risiken erläutert und dem Anleger attestiert, dass seine Risikoeinstellung hierfür die richtige Risikoklasse aufweist.
Sven Giegold initiierte im Februar 2013 eine Online-Abstimmung unter 2.000 Teilnehmern, die die gefährlichsten Finanzprodukte ermitteln sollten. Danach votierten 46,8 % der Teilnehmer in der Kategorie „Produkte, die Verbraucher oder Investorinnen schädigen“ für Credit Default Swaps auf Staatsanleihen aus Schwellenländern. Es folgten mit 22,4 % der Stimmen Fremdwährungskredite mit endfälligem Tilgungsträger, Kreditkarten mit überhöhten Zinsen (21,2 %) und Aktienanleihen (9,6 %). Die BaFin hat im April 2016 eine Internet-Recherche zu Verstößen gegen Werbevorschriften bei Finanzprodukten veröffentlicht, wonach teilweise gegen Vorschriften des Vermögensanlagengesetzes (VermAnlG), des Wertpapierprospektgesetzes (WpPG), des Wertpapierhandelsgesetzes (WpHG) und des Kapitalanlagegesetzbuchs (KAGB) verstoßen wurde. Insgesamt ermittelte sie bei über 170 Werbeanzeigen 74 Verstöße, von denen die meisten auf nicht der Bankenaufsicht unterliegende Unternehmen entfielen.

## Faktoren
Das Magische Dreieck der Vermögensanlage nennt drei Faktoren, die sich bei Finanzprodukten zueinander konkurrierend verhalten, das heißt, sie können nicht alle zugleich erfüllt werden:
- Sicherheit: Die Geldanlage sollte möglichst sicher sein, also Wertschwankungen (Wertminderungen) und die Wahrscheinlichkeit des (Total-)Verlustes des eingesetzten Kapitals sollten minimiert oder ausgeschlossen werden. Jede Form von Bankguthaben bei inländischen Kreditinstituten unterliegt der Einlagensicherung. Finanzprodukte von Nichtbanken tragen das Insolvenzrisiko ihres Emittenten.
- Rendite: Die Geldanlage sollte einen möglichst hohen Ertrag innerhalb einer bestimmten Periode abwerfen. Dabei ist zu beachten, dass ein relativ hoher Ertrag unter Umständen ein hohes Finanzrisiko bedeuten kann (siehe Risiko-Rendite-Paradoxon).
- Liquidität: Die Geldanlage sollte möglichst schnell wieder zu Geld gemacht (das heißt im Allgemeinen: verkauft) werden können (siehe auch Fungibilität, Monetarisierung); Maßstab hierfür ist die Marktliquidität. Diese ist bei hoher Marktbreite groß und bei Marktenge gering.

Zusätzliche Faktoren sind
- Verantwortung: Die Geldanlage sollte ethischen Aspekten entsprechen, z. B. soziale Ziele verfolgen (Sozialstandards) oder zumindest keine vom Anleger abgelehnten Aktivitäten finanzieren (z. B. Kinderarbeit, Kriegswaffen).
- Nachhaltigkeit: Die Geldanlage sollte nach Möglichkeit Umweltstandards erfüllen und keine vom Anleger abgelehnten Aktivitäten finanzieren (z. B. Aktien von Erdölförder- oder Goldminengesellschaften).
- Besteuerung: Bei Privatanlegern ist die Rendite nach Steuern ausschlaggebend, da Kapitaleinkünfte einkommensteuerpflichtig sind (Kapitalertragsteuer). Bis 2009 unterlagen Dividenden zum Beispiel dem Halbeinkünfteverfahren, während Kursgewinne innerhalb der Spekulationsfrist oder Zinserträge voll steuerpflichtig waren.

## Abgrenzung
Die Begriffe Produktion und Produkt stammen ursprünglich aus der Betriebswirtschaftslehre, wo sie für die Herstellung von Realgütern und das Ergebnis dieser Herstellung verwendet werden. Die Bankbetriebslehre begann in den 1970er Jahren mit der Adaption des Produktions- und Produktbegriffs für die Erstellung von Bankdienstleistungen. Im Zuge der zunehmenden Verwendung kam auch der Begriff Finanzprodukt auf.
Die Begriffe Finanzprodukt und Finanzkontrakt werden in der Fachliteratur manchmal synonym verwendet; Klaus Spremann spricht technisch von Finanzkontrakten. Der Begriff Finanzkontrakt leitet sich von der vertraglichen Beziehung ab, der Begriff Finanzprodukt dagegen vom Produkt selbst. Finanzinstrument ist der – nicht deckungsgleiche – Terminus im Rechnungswesen nach IFRS (IAS 32.11 und 39.8) und im WpHG. Gemäß § 2 Abs. 4 WpHG sind Finanzinstrumente Wertpapiere, Investmentanteile, Geldmarktinstrumente, Derivate (hier sind Termingeschäfte gemeint), Rechte auf Zeichnung von Wertpapieren und Vermögensanlagen (mit Ausnahme von Genossenschaftsanteilen) sowie Namensschuldverschreibungen von Kreditinstituten. Ein Finanzinstrument ist nach IAS 39.8 ein Vertrag, „der gleichzeitig bei einem Unternehmen zu einem finanziellen Vermögenswert und bei einem anderen Unternehmen zu einer finanziellen Verbindlichkeit oder einem Eigenkapitalinstrument führt“.
Im Hinblick darauf, dass Finanzprodukte dem Emittenten zur Finanzierung dienen, wird auch von Finanzierungsinstrumenten oder Finanzierungstiteln gesprochen.